# 月が浮かぶ川
- テレビドラマ > 各国のテレビドラマ > 韓国のテレビドラマ > 韓国放送公社のテレビドラマ > 月が浮かぶ川

『月が浮かぶ川』（つきがうかぶかわ、ハングル：달이 뜨는 강）は、2021年2月15日から4月20日までKBS2で放送された韓国のテレビドラマ。全20話。

## 概要
韓国の昔話「ピョンガン王女とバカのオン・ダル」を元にした、高句麗が人生の全てだった王女ピョンガン（キム・ソヒョン）と愛を歴史にした将軍オン・ダル（ナ・イヌ）、運命に屈しない2人の若者の純愛を描いたフュージョンロマンス時代劇。
ドラマ放送中には、オン・ダル役を演じていた男優ジスが降板した。これは、SNSを通じて、学生時代にジスからいじめ被害を受けたと名乗り出て、ジスが事実だと認めたことがきっかけだった。KBSの視聴者権益センターには、約5700人もの視聴者から、ジスへの降板要求があった。オン・ダル役はナ・イヌに交代したが、これにより再撮影が必要となった。制作会社Victory Contentsは、ジスが所属していたキーイーストに対して、30億ウォン（約3億円）の損害賠償請求訴訟を、ソウル中央地方裁判所に提起した。

## 登場人物

### 主要人物
- ピョンガン（朝鮮語版）（平岡公主）/ ヨム・ガジン：キム・ソヒョン / 少女期：ホ・ジョンウン[4]

高句麗が人生の全てだった王女。
- オン・ダル（朝鮮語版）（温達）：ジス（降板）[5] / 代役：ナ・イヌ[6]

愛を歴史にした将軍。
- コ・ゴン：イ・ジフン（朝鮮語版）[7]

高句麗最高のエリート将軍。
- へ・モヨン：チェ・ユファ（朝鮮語版）[8]

高句麗を弄ぶと決心した女性。

### 王宮
- 平原（ピョンウォン）王（高湯）：キム・ボムレ（朝鮮語版）

高句麗第25代王。ピョンガンの父。
- チン・ピル：チャ・グァンス（朝鮮語版）

チン妃の父。
王族の外戚として権勢を振る舞う。
- コンソン夫人：キム・ジョンヨン（朝鮮語版）

ピョンガンの乳母。
- ヨン王妃：キム・ソヒョン（二役）

平原王の正妃。ピョンガンの亡母。
- テガム：ソン・オヒョク（朝鮮語版）

平原王の側近。
- キム・ピョンジ：アン・シヌ（朝鮮語版）

高句麗の貴族の長。
- チン王妃：ワン・ビンナ

平原王の継妃。
- コ・ウォンピョ：イ・ヘヨン（朝鮮語版）

桂婁（ケル）部族の部族長。
平原王から国の実権を奪い、ヨン王妃の命を奪った。

### ピョンガンの周辺人物
- タラ・サン：リュ・ウィヒョン（朝鮮語版）

ピョンガンの親友。
- ヨム・ドゥク：チョン・ウンピョ

ピョンガン（カジン）の養父。

### オン・ダルの周辺人物
- オン・ヒョプ：カン・ハヌル[9]

オン・ダルの父。
ヨン王妃を殺した冤罪で処刑されてしまう。
- サ氏：ファン・ヨンヒ（朝鮮語版）

オン・ダルの養母。
- サ・プンゲ：キム・ドンヨン（朝鮮語版）

オン・ダルの友人。

### 北周・新羅
- ウィバルタ：シン・セヨン

大陸の中原（北朝）を統一した北周チョンギ軍の将軍。
南朝（後梁・陳）を攻め中華統一の前に、突厥も傘下にし高句麗を叩こうとする。
- 金深麦夫（真興王）：キム・スンス

新羅の第24代国王。三国統一を夢見る。新羅の国力を飛躍的に拡張させた実力者。

## 日本での放送
日本では、2021年10月31日からNHK BSプレミアムにて『王女ピョンガン 月が浮かぶ川』（おうじょピョンガン つきがうかぶかわ）という邦題で、初放送された。
- NHK BSプレミアム：2021年10月31日 - 2022年4月3日（毎週日 21時00分 - 22時00分）二ヶ国語放送 ※22話版で放送
- LaLa TV：2022年9月7日 - 2022年10月18日（毎週月〜金 22時00分 - 23時15分）※30話版で放送
  - 同上：2022年12月11日 - （毎週日 15時00分 - 19時45分）※再放送、3話連続放送

## 日本語吹き替え
以下のキャストは、NHK BSプレミアムの日本語吹き替え版の声優である。
- ピョンガン王女 / ヨム・ガジン ：合田絵利
- オン・ダル：三木眞一郎
- コ・ゴン：河西健吾
- ヘ・モヨン：甲斐田裕子
- 平原王：楠見尚己
- チン・ピル：板取政明
- コンソン夫人：宮沢きよこ
- チン王妃：うえだ星子
- コ・ウォンピョ：宮内敦士

## 漫画
ウェブ漫画レーベル「IMXTOON」によりWebtoon化され、「ピッコマ」、「めちゃコミック」、「まんが王国」、「DLsite comipo」、「Toomics」にて2023年5月1日より配信連載。
開始にあわせて、ピョンガン役を田所あずさ、オン・ダル役を仲村宗悟、コ・ゴン役を岩崎諒太が声をあてたスペシャルPVが配信された。